# Bouxières-sous-Froidmont
Bouxières-sous-Froidmont é uma comuna francesa na região administrativa de Grande Leste, no departamento de Meurthe-et-Moselle. Estende-se por uma área de 7,71 km². Em 2010 a comuna tinha 372 habitantes (densidade: 48,2 hab./km²).